# Razzie Awards 1995
La 16ª edizione dei Razzie Awards si è svolta il 24 marzo 1996 al The Hollywood Roosevelt Hotel Academy Room, per premiare i peggiori film dell'anno 1995. Le candidature erano state annunciate alcuni mesi prima, il giorno prima delle candidature ai Premi Oscar 1996. Showgirls è stato il maggior vincitore del 1995, con sette premi, incluso il peggior film.
Il film più premiato dell'anno è stato Showgirls, mentre i più nominati sono stati Showgirls, candidato a tredici premi, seguito da La lettera scarlatta e Congo con sette, It's Pat con cinque, e Waterworld con quattro nomination.

## Vincitori e candidati
Verranno di seguito indicati in grassetto i vincitori.
Ove ricorrente e disponibile, viene indicato il titolo in lingua italiana e quello in lingua originale tra parentesi.

### Peggior film
- Showgirls, regia di Paul Verhoeven
- Congo, regia di Frank Marshall
- It's Pat, regia di Adam Bernstein
- La lettera scarlatta (The Scarlet Letter), regia di Roland Joffé
- Waterworld, regia di Kevin Reynolds

### Peggior attore protagonista
- Pauly Shore - Un lavoro da giurato (Jury Duty)
- Kevin Costner - Waterworld
- Kyle MacLachlan - Showgirls
- Keanu Reeves - Johnny Mnemonic, Il profumo del mosto selvatico (A Walk in the Clouds)
- Sylvester Stallone - Assassins, Dredd - La legge sono io (Judge Dredd)

### Peggior attrice protagonista
- Elizabeth Berkley - Showgirls
- Cindy Crawford - Facile preda (Fair Game)
- Demi Moore - La lettera scarlatta (The Scarlet Letter)
- Julia Sweeney - It's Pat
- Sean Young - Dr. Jekyll e Miss Hyde (Dr. Jekyll and Ms. Hyde)

### Peggior attore non protagonista
- Dennis Hopper - Waterworld
- Tim Curry - Congo
- Robert Davi - Showgirls
- Robert Duvall - La lettera scarlatta (The Scarlet Letter)
- Alan Rachins - Showgirls

### Peggior attrice non protagonista
- Madonna - Four Rooms
- Amy il gorilla parlante - Congo
- Bo Derek - Tommy Boy
- Gina Gershon - Showgirls
- Lin Tucci - Showgirls

### Peggior regista
- Paul Verhoeven - Showgirls
- Renny Harlin - Corsari (Cutthroat Island)
- Roland Joffé - La lettera scarlatta (The Scarlet Letter)
- Frank Marshall - Congo
- Kevin Reynolds - Waterworld

### Peggior sceneggiatura
- Showgirls - scritto da Joe Eszterhas
- Congo - sceneggiatura di John Patrick Shanley, basata sul romanzo di Michael Crichton
- It's Pat - scritto da Jim Emerson, Stephen Hibbert e Julia Sweeney, basato sui personaggi creati da Sweeney
- Jade - scritto da Joe Eszterhas
- La lettera scarlatta (The Scarlet Letter) - sceneggiatura di Douglas Day Stewart, deliberatamente basata sul romanzo di Nathaniel Hawthorne

### Peggior coppia
- Il cast completo in qualsiasi combinazione possibile di due persone (o due parti del corpo) - Showgirls
- William Baldwin e Cindy Crawford - Facile preda (Fair Game)
- Tim Daly e Sean Young - Dr. Jekyll e Miss Hyde (Dr. Jekyll and Ms. Hyde)
- Demi Moore e a scelta tra Robert Duvall oppure Gary Oldman - La lettera scarlatta (The Scarlet Letter)
- Julia Sweeney e Dave Foley - It's Pat

### Peggior esordiente
- Elizabeth Berkley - Showgirls
- Amy il gorilla parlante - Congo
- David Caruso - Jade, Il bacio della morte (Kiss of Death)
- Cindy Crawford - Facile preda (Fair Game)
- Julia Sweeney - It's Pat, Stuart salva la famiglia (Stuart Saves His Family)

### Peggior canzone originale
- Walk Into The Wind da Showgirls, musica e testo di David A. Stewart e Terry Hall
- (Feel the) Spirit of Africa da Congo, musica di Jerry Goldsmith, testo di Lebo M
- Hold Me, Thrill Me, Kiss Me, Kill Me da Batman Forever, musica degli U2, testo di Bono

### Peggior remake o sequel
- La lettera scarlatta (The Scarlet Letter), regia di Roland Joffé
- Ace Ventura - Missione Africa (Ace Ventura: When Nature Calls), regia di Steve Oedekerk
- Dr. Jekyll e Miss Hyde (Dr. Jekyll and Ms. Hyde), regia di David Price
- Showgirls, regia di Paul Verhoeven
- Villaggio dei dannati (Village of the Damned), regia di John Carpenter

## Statistiche vittorie/candidature
Premi vinti/candidature:
- 7/13 - Showgirls
- 1/7 - La lettera scarlatta (The Scarlet Letter)
- 1/4 - Waterworld
- 1/1 - Four Rooms
- 1/1 - Un lavoro da giurato (Jury Duty)
- 0/7 - Congo
- 0/5 - It's Pat
- 0/3 - Facile preda (Fair Game)
- 0/3 - Dr. Jekyll e Miss Hyde (Dr. Jekyll and Ms. Hyde)
- 0/2 - Jade
- 0/1 - Johnny Mnemonic
- 0/1 - Il profumo del mosto selvatico (A Walk in the Clouds)
- 0/1 - Assassins
- 0/1 - Dredd - La legge sono io (Judge Dredd)
- 0/1 - Tommy Boy
- 0/1 - Corsari (Cutthroat Island)
- 0/1 - Il bacio della morte (Kiss of Death)
- 0/1 - Stuart salva la famiglia (Stuart Saves His Family)
- 0/1 - Batman Forever
- 0/1 - Ace Ventura - Missione Africa (Ace Ventura: When Nature Calls)
- 0/1 - Villaggio dei dannati (Village of the Damned)